# Барнс, Джордж (стрелок)
Джордж Барнс (англ. George Barnes; 1849 — 25 января 1934) — британский стрелок, призёр летних Олимпийских игр.
Барнс принял участие в летних Олимпийских играх 1908 года в Лондоне в одной дисциплине. В стрельбе из малокалиберной винтовки лёжа на 50 и 100 ярдов он стал бронзовым призёром, уступив своим партнёрам по команде Артуру Кэрнеллу и Гарольду Хамби. В итоговом результате Барнс набрал 385 очков, что всего на 1 очко меньше, чем у серебряного призёра, и на 2 очка меньше результата за золотую медаль.

## Олимпийские медали
- 1908  Лондон —  в стрельбе из винтовки с 50 и 100 ярдов